# Provincia de Capinota
La provincia de Capinota es una provincia situada en el centro de Bolivia, ubicada en el departamento de Cochabamba. Tiene una superficie de 1.495 km², que comprende tres municipios. Su capital es Villa Capinota, 
La provincia de Capinota fue creada, por ley, el 1 de octubre de 1908, en el gobierno del presidente Ismael Montes, gracias a las gestiones realizadas por el diputado Careaga Lanza.
Cuenta con una población  de 29.744 habitantes (según el Censo INE 2012).
Los centros más poblados son: Capinota, con 5.955 habitantes, e Irpa Irpa con 4.207 habitantes.

## Historia
La fertilidad de los valles interandinos atrajeron oleadas de migrantes de diferentes orígenes y regiones que se movilizaron en pequeños grupos desde el temprano periodo prehispánico, prolongándose durante el periodo incaico prehispánico e inclusive el periodo colonial. Al valle central de Cochabamba llegaron a cargo de líderes de menor jerarquía y escasa experiencia política que no pudieron desplegar estrategias de resistencia colectiva frente al Estado Colonial. Inmediatamente después de la derrota del imperio incaico, el espacio étnico cedió a la ocupación europea donde se formó una mano de obra Yanacona multiétnica. Simultáneamente el auge de la minería en Potosí generó en el valle central veloces procesos de parcelamiento de las haciendas y de arrendamientos de las propiedades agrarias formó un revitalizado campesinado minifundista.
Ahora bien los valles bajos colindantes al valle central (Capinota, Londo, Tarisa, Charamoco, Irpa Irpa, etc.) compartieron en líneas generales los mismos procesos históricos señalados pero a un ritmo de cambio mucho más lento debido a los factores:
1. La presencia de la jefatura de Sora (Sura)
2. A la donación efectuada por el encomendero, el capitán Lorenzo de Aldana.

Las referencias más antiguas sobre la existencia de Capinota se remontan al siglo XVI, cuando en 1559 llegaron los frailes de San Agustín al “Asiento de indios Soras o llamado precisamente Capinota”. 
Antes de la invasión europea la jefatura de Sura (posiblemente aymaras hablantes) forma parte de una importante alianza política llamada “Conformación Charka” integrada por los Yampara, Carangas, Charcas, Chichas, Caracaras y Quillazas quienes se integraron al Estado Cusqueño.
La Jefatura Sora estaba formada por cuatro grupos llamados: Soras de Paría, Soras de Tapacarí, Soras de Caracollo y Soras de Sipe Sipe, quienes ocuparon una ancha franja transversal de territorios que se extendían desde el altiplano Orureño hasta los valles cochabambinos, sin embargo, solamente los llamados “Soras de Paría” estaban vinculados a la historia de Capinota y sus territorios se despliegan desde Paría en el altiplano hasta Londo controlado los pastizales y tierras de papa, maíz y quinua que bordeaban el río Arque y el trecho final del río Tapacarí y el nacimiento del Caine.

## Localización
La provincia limita al norte con la provincia de Quillacollo, al sur con el departamento de Potosí, al este con la provincia de Esteban Arze, y al oeste con la provincia de Arque.
Capinota tiene una superficie de 1.495 km², una temperatura promedio de 17,9 °C, precipitación pluvial anual de 443 mm.

## Demografía
De acuerdo con el censo boliviano de 2024, la población de la provincia de Capinota es de 31 108 habitantes.
La población de la provincia ha aumentado en una cuarta parte en las últimas tres décadas:
| Año  | Habitantes | Fuente |
| ---- | ---------- | ------ |
| 1992 | 24 444     | Censo  |
| 2001 | 25 582     | Censo  |
| 2012 | 29 659     | Censo  |
| 2024 | 31 108     | Censo  |

## División política
La provincia de Capinota está dividida en los siguientes municipios:
1. Villa Capinota
2. Santiváñez
3. Sicaya

En total existen 70 comunidades dentro de estos tres municipios de la provincia.

## Infraestructura vial
La principal vía de comunicaciones que une Cochabamba, la capital departamental, con Capinota es una carretera asfaltada de 43 km y 20 km concretada. Otra de las vías de acceso a Capinota es por el municipio de Santiváñez.

## Economía

### Pecuarias
La principal actividad económica es la agricultura tradicional. De ella, la más importante es la producción de hortalizas, tubérculos y frutas, especialmente la uva, de donde parte la tradición vitivinícola de Capinota.
En cuanto a la producción pecuaria, se destaca la ganadería diversificada en la cría de ovinos, porcinos, caprinos y otros menores.

### Minería
En cuanto a la actividad minera, se tiene la explotación de piedra caliza (que sirve para la fabricación de cemento), piedra de yeso, carbón mineral, antimonio, y otros.

## Religión
Existe la parroquia San Pablo, cuyo párroco atiende a los municipios de Capinota, Irpa Irpa, Buen Retiro y todas las comunidades campesinas de la zona. Colaboran dos sacerdotes seculares italianos que residen en Arque y Tacopaya. Hasta ahora ha habido tres comunidades religiosas en la zona que han trabajado en la evangelización por medio de la pastoral, la educación y la salud. En Irpa Irpa las RR Benedictus, en Capinota las HH de Maryknoll y en Buen Retiro las hijas de Jesús. Las HH de Maryknoll, después de trabajar en Capinota y en las comunidades campesinas, preparando catequistas, etc., se despidieron, para ir a evangelizar en lugares y países más necesitados, el 25 de mayo de 1997. Su labor será continuada por laicos comprometidos de Capinota.
El año 1950 llegaron misioneros de Inglaterra de la misión andina comenzando una nueva obra por la zona de molino. Dicha obra continuó con la adquisición de un  terreno en la avenida Bush y esquina sak'amalla y fue el inicio la iglesia evangélica de "Buen Retiro". La iglesia de Buen Retiro desempeñó su labor de poder evangelizar a todos los capinoteños y que hasta la fecha sigue manteniendo su convicción de seguir predicando la biblia a los capinoteños. También se involucró con la obra social que muchos conocen como el proyecto "Buen Retiro" donde se dio un plato de comida los jueves, viernes y sábado donde más de 800 niños recibían alimentación luego de salir de la escuela. Dicho proyecto se expandió por Irpa Irpa y otros lugares aledaños llegando a su fin por el año 1995.

## Educación
Capinota cuenta con una población escolar de 5848 alumnos, comprendidos en los ciclos de Primaria, en el área rural y urbana, con un total de 242 profesores y 24 administrativos.